# Гиорги I од Грузије
Георгије I Грузијски (998/1002 - 16. август 1027), краљ Грузије (1014—1027) из династије Багратионa. Већи део своје владавине ратовао је са Византијским царством.

## Почетак владавине
Георгије I је рођен у Абхазији или Иберији (западна Грузија)  996. године [1] или 998. године, или, према каснијој верзији грузијских хроника, 1002. године. Краљ Баграт III од Грузије је до 1010. успео да победи своје ривале - владаре Кахетије и Херетија, припојивши ове поседе свом царству . После смрти оца Баграта III 7. маја 1014. године, Георгије је у својој 16-тој година наследио краљевства Абхазију, Картлија и Кахетију, уједињене у јединствену државу [7]. Тако се испоставило да је отац младог принца, који је успео да прошири утицај Грузије на јерменску  и севернокавкаску земљу [9], један од најмоћнијих монаха на Кавказу .
Азнаури (племићи), описани у грузијским хроникама као „издајнички“, који су живели у привилегованим условима док је Кахетија била независна прогнани у западну Грузију , побунили су се против моћи младог краља и уједињења земаља. Узели су за таоце гувернере (еристави) које је именовала царска влада из Кутаисија [4], позивајући на обнављање независности Кахетије, као у стара времена.
Пошто је краљ био млад, највише племство је сматрало да може да делује самостално. Тако су се источни региони Кахетија и Херетија одвојили од државе Грузије под вођством Квирикеа  III Великог, која је такође заузела део Арана. Георгије је био приморан да склопи савез са њим, будући да није могао да врати ове области под своју власт.
Цар Георгије такође је био приморан да уклони „Ран“ и „Какх“ из очеве титуле, задржавши само следећу титулу „Краљ Абхаза и Картвела“ (пуни наслов: „Краљ Абхаза, Картвела, Ранса, Каха и Јермена“).

## Утицај Грузије на Кавказу
Када је Баграт III умро 1014. године, грузијско краљевство се могло описати као „главна снага Кавказа“. У ствари, у то време је само неколико држава могло то да захтева. Севернокавкаска племена су била под утицајем Грузије на основу суверенитета, мада су нека племена (попут Алана) била фактички ван јурисдикције Багратиона 
Треба напоменути да када Баграт III није успео да у потпуности заврши политичко уједињење земље и ојача централну моћ монарха. Тбилиси са областима суседним граду још увек је био у рукама арапског емира .

## Рат са Византијом
Главни политички и војни догађај током владавине Георгије је био је рат са Византијом. Сукоб је започео побуном Давида III Куропалата против цара Василија II, услед чега су се Тао-Кларјети и суседне земље, након смрти Давида III, морали повући назад у Византијско царство. Давидов наследник - Баграт III - није успео да спречи овај повратак. 1015.-1016, Георгије је заузео Тао-Кларјети, ступивши у савез са Фатимидским калифом Ал-Хакимом, чије су акције присилиле Василија II да се уздржи од тренутног одговора на грузијски напад.
Византија је у то време била укључена у рат са Западнобугарским царством, које је везивало своје снаге на западу. Међутим, након смрти Ал-Хакима, када је Бугарска већ била освојена, Василије II је послао своје трупе против Грузије (1021). Рат који је трајао две године завршен је победом Византије и мира, чији услови нису били само одрицање Грузије од својих претензија на Тао-Кларјети, већ и неких југозападних региона грузијске државе. Поред тога, трогодишњи син Георгијев, Баграт, две године (до 1025) постао је талац цара Василија II. После тога, Константин VIII је желео да га врати у Цариград, али је одбио. Све је то, заједно са откривеном завером коју је организовао архонт Васпуракан уз наводно учешће Георгија, погоршало византијско-грузијске односе.
Рат је имао изузетно негативне последице и по јерменско краљевство. Будући савезник Георгија, јерменски краљ Ховханес-Смбат, после пораза, завештао је јерменско краљевство Византији потписивањем споразума о Требизонду руком католикоса Петроса I Гетадара.
Георгије није имао времена да се освети за пораз, јер је неочекивано умро у Триалетију 16. августа 1027. Сахрањен је у храму Баграт у Кутаисију.